# PTPRF
Локус: 
PTPRF (англ. Protein tyrosine phosphatase, receptor type, F, протеиновая тирозинфосфатаза, рецепторный тип, F) — член семейства белковых тирозиновых фосфатаз (PTP), связанного с процессами клеточного роста, дифференцировки, митоза, онкогенной трансформации. В структуре этого белка есть внеклеточный участок, один трансмембранный участок и два тандемных цитоплазматических домена. Внеклеточная часть содержит три Ig-подобных домена и девять не-Ig-подобных доменов, похожих на домены нейрональной адгезивной молекулы. PTPRF участвует в регулировке эпителиального межклеточного контакта и контроле сигнальной активности бета-катенина.
Согласно одному исследованию, PTPRF экспрессирован в клетках-предшественниках субгранулярной зоны мозга, а снижение его экспрессии с помощью siRNA или генетического нокаута усиливает нейрогенез в гиппокампе у подопытных грызунов.

## Роль в заболеваниях
PTPRF взаимодействует с сигнальной цепочкой инсулина. Повышенный уровень белка отмечается в тканях-мишенях инсулина у людей, имеющих повышенную массу тела и сниженную чувствительность к инсулину; возможно, PTPRF играет роль в патологическом процессе снижения реакции на инсулин. С другой стороны, при нокдауне гена PTPRF у мышей также падает чувствительность к инсулину.
В двух исследованиях, проведённых разными группами, отмечено повышение уровня PTPRF в роговицах, поражённых кератоконусом, возможно, говорящее об апоптозе вследствие избыточного окислительного стресса.

## Альтернативные названия
- Receptor-linked protein-tyrosine phosphatase (LAR)
- Leukocyte antigen-related tyrosine phosphatase (LAR)